# Augusto Romano Sanches de Baena

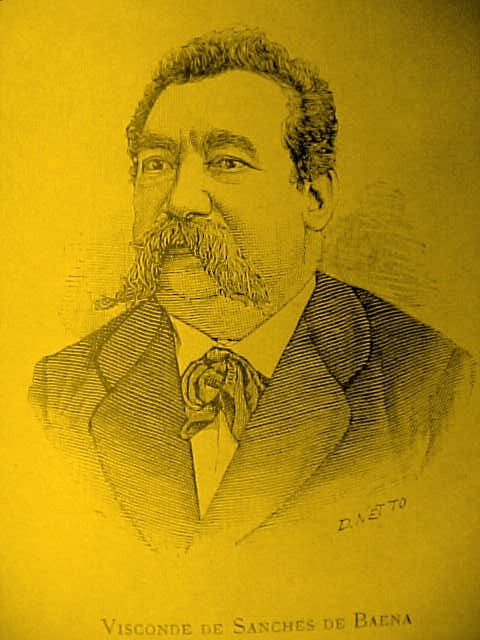
Visconde de Sanches de Baena.

D. Augusto Romano Sanches de Baena e Farinha de Almeida Portugal da Silva e Sousa (Vairão, Vila do Conde, 26 de Setembro de 1822 — Lisboa, 8 de Agosto de 1909), 1.º visconde de Sanches de Baena e Marquês de Sanches de Baena, na Santa Sé, médico, historiador, genealogista e heraldista, autor de várias obras de referência no campo da heráldica e da genealogia.

## Biografia
Augusto Romano Sanches de Baena nasceu a 26 de Setembro de 1822, em Vairão, concelho de Vila do Conde, foi filho de José de Sousa e Costa e de Maria do Carmo de Baena Coimbra de Portugal. Seus avós paternos foram João da Costa e Santos e Maria de Sousa, ambos de São Salvador de Vairão, Vila do Conde, e os avós maternos foram Francisco da Silva Coimbra de Carvalho e Maria Fortunata Agostinha de Portugal, ambos de Lisboa, freguesia dos Anjos, casados na Igreja de Nossa Senhora das Mercês da cidade de Lisboa em 27.10.1785. Maria do Carmo Baena Coimbra nasceu em Lisboa, freguesia dos Anjos, em 1786, e faleceu em Vairão em Março de 1847.
Augusto Romano foi moço fidalgo com exercício no Paço e de cota de armas, cavaleiro de Honra e Devoção da Ordem de Malta, comendador da Ordem do Santo Sepulcro e da Ordem de São Gregório Magno.
Foi doutor em Farmácia pela Universidade de Coimbra.
Foi membro de várias corporações literárias, científicas e económicas portuguesas e estrangeiras.
Casou no Rio de Janeiro, a 5 de Março de 1859, com Felicíssima Constança Manuel Salgado, ali nascida a  27 de Julho de 1836.
Faleceu em Lisboa, Benfica a 8 de Agosto de 1909.